# 중견수

중견수(中堅手, center fielder)는 야구에서 외야수 중 가운데 필드를 수비하는 포지션이다. 대개 발이 빠르고 수비범위가 넓으며 어깨가 강하다. 수비번호는 8번이다.

## 명예의 전당 중견수
- 리치 애시번
- 얼 에이버릴
- 타이 콥
- 조 디마지오
- 래리 도비
- 켄 그리피 주니어
- 미키 맨틀
- 윌리 메이스
- 폴 몰리터
- 커비 퍼켓
- 듀크 스나이더
- 트리스 스피커
- 핵 윌슨
- 로빈 욘트 (유격수로도 활동)

## KBO 리그 역대 주요 중견수

### 골든 글러브 수상자
- 삼미 슈퍼스타즈 양승관
- OB 베어스 박종훈 (2회)
- 롯데 자이언츠 홍문종
- 해태 타이거즈 이순철 (4회)
- 태평양 돌핀스 김일권
- 빙그레 이글스 이정훈 (3회)
- OB 베어스 김광림
- 롯데 자이언츠, 현대 유니콘스 전준호 (3회)
- 현대 유니콘스 박재홍 (3회)
- LG 트윈스 이병규 (6회)
- 두산 베어스 정수근 (2회)
- KIA 타이거즈 이종범 (2회)
- 삼성 라이온즈 박한이 (2회)
- 한화 이글스 데이비스
- 현대 유니콘스 전준호 (2회)
- 넥센 히어로즈 이택근
- NC 다이노스 이종욱 (3회)
- KIA 타이거즈 이대형
- SK 와이번스 김강민

### 최우수 신인상
- OB 베어스 박종훈
- 현대 유니콘스 박재홍
- LG 트윈스 이병규
- 삼성 라이온즈 배영섭

## 같이 보기
- 외야
- 야구의 포지션